# Heimatmuseum (Film)
Heimatmuseum ist ein Fernseh-Dreiteiler aus dem Jahre 1988, der von der UFA Fernsehproduktion GmbH für die ARD produziert wurde. Der Film basiert auf dem gleichnamigen Roman des deutschen Schriftstellers Siegfried Lenz aus dem Jahre 1978. Die Welturaufführung fand in Warschau statt, die deutsche Fernseh-Erstausstrahlung am 27. und 30. März sowie am 1. April 1988 im Ersten Programm.

## Handlung
Die drei Teile „Schöne Tage in Masuren“, „Zygmunt und Edith“ und „Die Trennung“ beschreiben das Leben des Protagonisten Zygmunt Rogalla über einen Zeitraum von ca. 40 Jahren. Kurz vor Ausbruch des Ersten Weltkrieges wächst der kleine Zygmunt im idyllischen Dorf Lucknow im ostpreußischen Masuren auf. Sein Vater, Jan, versucht sich (erfolglos) als eine Mischung aus Wunderheiler und Quacksalber, was ihn schließlich das Leben kostet. Großvater Alfons ist ein tyrannischer Despot, der eine Domäne bewirtschaftet und bei der Dorfbevölkerung nicht zuletzt deshalb verhasst ist, weil er sich an junge Mädchen heranmacht. Von Eugen Lawrenz, dessen Tochter der Alte verführt, wird er deshalb zum Krüppel geprügelt.
Zygmunts Liebe ist seit Kinderzeiten die blonde Edith, die ihn aber lange Jahre ignoriert. Erst nach vielen Jahren und Ereignissen kommen sie zusammen, heiraten und bekommen ein Kind. Der Zweite Weltkrieg bringt schließlich die vollkommene Veränderung der Lebensumstände: Zygmunt kehrt 1943 als Invalide aus Russland zurück. 1945 muss die Familie Hab und Gut zurücklassen und vor den heranrückenden Russen aus der Heimat fliehen. Auf dieser dramatischen Flucht verliert Zygmunt schließlich alle Personen, die ihm je etwas bedeutet haben: zunächst sein Kind, dann seine Mutter, seine Frau und Sonja Turk, die Teppichknüpferin, die ihn seinen Beruf und vieles mehr lehrte.
Zygmunt strandet in einem kleinen Ort in Schleswig-Holstein und versucht ein neues Leben. Er kann sich jedoch nicht von seiner Geschichte und seiner Heimat lösen und versucht – wie sein Onkel Adam vor ihm – ein Heimatmuseum aufzubauen. Über Jahre hinweg sammelt er alles, was ihm zur Geschichte seines Dorfes Lucknow und Masurens in die Hände fällt. Eines Tages erscheinen Vertriebenenvertreter bei ihm, sie wollen das Heimatmuseum für revanchistische Zwecke instrumentalisieren. Zygmunt ist nicht in der Lage, sie von ihrem Vorhaben abzubringen und verzweifelt daran. Sein letzter Ausweg: Er zündet das Museum und sich darin an, um die Heimat vor dem Zugriff jener zu retten, denen „Heimat“ gleichgültig ist, da sie nur ihre politischen und persönlichen Ziele im Auge haben.

## Dreharbeiten
Ursprünglich war Peter Beauvais als Regisseur vorgesehen gewesen. Er hatte 1971 bereits Lenz’ Roman Deutschstunde verfilmt (siehe Deutschstunde (1971)). Beauvais starb jedoch Ende 1986. Für ihn kam der bekannte, seit 1978 in der Bundesrepublik lebende DEFA-Regisseur Egon Günther.
Aufgrund der seit Anfang der 1980er Jahre angespannten politischen Lage in Polen, mit Kriegsrecht sowie damit verbundenen erheblichen innenpolitischen Problemen (Solidarność etc.), wurde nicht in Masuren gedreht, sondern Günther entschied sich für Böhmen (ČSSR).

## Kritik
Im Vergleich zur Romanvorlage weicht die Verfilmung in zahlreichen Punkten von Lenz’ Werk ab, so wird die Filmhandlung beispielsweise nicht aus der Ich-Perspektive Zygmunts retrospektiv geschildert. Die Verfilmung wurde vor allem für ihre – im Vergleich zur Romanvorlage – auffälligen und häufigen Vereinfachungen kritisiert, insbesondere jedoch für den Schluss, der nicht nur damit endet, dass Zygmunt Rogalla das von ihm neue geschaffene Masurische Heimatmuseum selbst in Brand setzt (wie im Roman beschrieben), sondern freiwillig den Feuertod wählt, was nicht der Buchvorlage entspricht.

## Dokumentation
Gleichzeitig mit dem Dreh der Romanverfilmung wurde vom Sender Freies Berlin (SFB) unter der Regie von Carola Wedel die Dokumentation Heimatmuseum – Ein Roman wird Film gedreht.